# Xã Horton, Quận Stevens, Minnesota
Xã Horton (tiếng Anh: Horton Township) là một xã thuộc quận Stevens, tiểu bang Minnesota, Hoa Kỳ. Năm 2010, dân số của xã này là 174 người.